# Vis-a-vis (Star Trek: Voyager)
„Vis-a-vis” (titlu original: „Vis à Vis”) este al 20-lea episod din al patrulea sezon al serialului TV american științifico-fantastic Star Trek: Voyager și al 88-lea în total. A avut premiera la 8 aprilie 1998 pe canalul UPN.

## Prezentare
O navetă extraterestră cu un sistem de propulsie prototip apare subit și solicită ajutor. Paris nu-și găsește locul și se oferă să-l ajute pe pilotul acesteia, Steth, la repararea navetei.

## Actori ocazionali
- Dan Butler - Steth
- Mary Elizabeth McGlynn - Daelen